# Die Freiheitlichen in Kärnten
Die Freiheitlichen in Kärnten (Nederlands: De Vrijheidspartij in Karinthië, FPK) vormen een politieke partij in de Oostenrijkse deelstaat Karinthië. De partij maakt deel uit van de federale Freiheitliche Partei Österreichs (FPÖ).

## Geschiedenis
De partij werd in 1986 opgericht door Jörg Haider als afdeling van de FPÖ in Karinthië. Onder diens leiding boekte de partij belangrijke electorale successen. Haider was van 1989 tot 1991 en van 1999 tot 2008 gouverneur (Landeshauptmann) van Karinthië. Bij de verkiezingen van 1999 werden Die Freiheitlichen de grootste partij in de landdag. In 2004 bleven FPK de grootste. In 2005 scheidde een groep rond Haider en diens zuster Ursula Haubner zich van de federale FPÖ af en richtte de Bündnis Zukunft Österreich (BZÖ) op. Die Freiheitlichen in Kärnten schaarden zich achter Haider en maakten de partij los van de FPÖ. Binnen de nieuwe BZÖ verkregen Die Freiheitlichen een aanzienlijke autonomie. Een klein deel dat niet meeging met Haider vormde de FPÖ Kärnten. In 2008 kwam Haider bij een auto-ongeval om het leven. Een jaar later deed een lijst, Die Freiheitlichen Kärnten — BZÖ Liste Jörg Haider (FPK — BZÖ) aan de landdagverkiezingen en werd met 44% van de stemmen de grootste partij in de landdag. De FPÖ Kärnten kwam niet verder dan 3,76% van de stemmen.
In december 2009 scheidden Die Freiheitlichen zich na een conflict van de BZÖ af en in de Nationale Raad sloten zij zich aan bij de FPÖ-fractie. De autonomie van Die Freiheitlichen bleef evenwel gewaarborgd ("Kooperation ja, Fusion nein"). In de jaren daarna werd de samenwerking tussen FPK en de FPÖ nauwer. De enorme verkiezingsnederlaag van FPK bij de landdagverkiezingen op 3 maart 2013 (een verlies van 28% t.o.v. 2009) leidde tot een partijreferendum in juni 2013 waarbij 97,3% van de deelnemers zich uitsprak voor opname van FPK in de FPÖ. Sindsdien vormen Die Freiheitlichen een onderdeel van de federale FPÖ.

## Verkiezingsuitslagen
| Jaar | zetels                     |
| ---- | -------------------------- |
| 1989 | 11                         |
| 1994 | 13                         |
| 1999 | 16                         |
| 2004 | 16                         |
| 2009 | FPK/BZÖ: 17 FPÖ Kärnten: 0 |
| 2013 | BZÖ: 2 FPK: 6              |